# Партія миру та розвитку
«Партія миру та розвитку» (до 3.06.2019: «Опозиційний блок — Партія миру і розвитку») — проросійська політична сила, створена після розколу в партії Опозиційний блок в грудні 2018 року.

## Історія
9 листопада 2018 року керівник «Опозиційного блоку» Юрій Бойко і Вадим Рабинович лідер партії «За життя» створили альянс ОПЗЖ. Інші лідери «Опозиційного блоку» Борис Колесніков та Вадим Новінський стверджували, що Опозиційний блок не приймав жодних рішень про співпрацю з «За життя». 17 листопада 2018 року Партія розвитку України (частина «Опозиційного блоку») приєдналася до ОПЗЖ. 20 листопада 2018 року Бойко і Сергій Льовочкін були виключені з «Опозиційного блоку» через «зради інтересів своїх виборців».
26 грудня 2018 року інформаційне агентство «Українські новини» повідомило про реєстрацію міністерством юстиції України партії «Опозиційний блок — Партія миру і розвитку». Нова організація була створена шляхом перейменування Партії миру і розвитку, зареєстровано 13 червня 2014 року і очолюваної співробітником «Метінвесту» Віталієм Киселем. А вже через деякий час на сайті партії змінилася емблема: замість колишньої («ОПОЗИЦІЙНИЙ БЛОК») з'явилася нова («ОПОЗИЦІЙНИЙ БЛОК — партія миру і розвитку»). Соратники виключених з Опоблоку Бойка і Льовочкіна звинуватили нову організацію в клонуванні партії, ініціаторами чого вважали «групу Колеснікова-Новинського-Вілкула».
20 січня 2019 року на з'їзді форуму «За мир і розвиток» партія висунула заступника керівника фракції Олександра Вілкула кандидатом в Президенти України.
3 червня 2019 року партія змінила назву на «Партія миру та розвитку»
7 червня 2019 року партії «Опозиційний блок», «Партія миру і розвитку», «НАШІ», «Відродження» та «Довіряй ділам» об'єдналися перед парламентськими виборами.